# Heinrich Theobald Schenk
Heinrich Theobald Schenk (auch: Schenck; * 10. April 1656 in Heidelbach (Alsfeld); † 11. April 1727 in Gießen) war ein deutscher evangelischer Theologe und Kirchenliedkomponist.

## Leben
Heinrich Theobald Schenk ist der Sohn des damaligen Pfarrers in Heidelbach Simon Schenk und dessen Frau Barbara (geb. Rümplin, aus Waldhausen). Er hatte 1670 das Gymnasium in Gießen besucht und 1672 ein Studium an der Universität Gießen aufgenommen. Hier erwarb er 1676 den akademischen Grad eines Magisters der Philosophie und wurde im selben Jahr Lehrer am Gießener Gymnasium. 1677 übernahm er das Amt eines Majors der fürstlichen Stipendiaten und stieg 1698 zu Definitor und Stadtprediger auf, welches Amt er bis zu seinem Lebensende versah. Schenk ist vor allem durch sein Kirchenlied „Wer sind die vor Gottes Throne?“ bekannt,  welches Johann Jakob Rambach in sein Hessen-Darmstädtisches Gesangbuch aufnahm.

## Familie
Aus seiner 1678 geschlossenen Ehe mit Marie Susanne, der Tochter des Nassauisch Weilburgischen Inspektors und Pfarrers in Kirchhain M. Johann Stech, sind fünf Töchter und ein Sohn hervorgegangen. Bekannt sind:
- Tochter NN. heiratete den Pfarrer Johann Peter Nebel
- Tochter Margarethe Lucie heiratete den Pfarrer Bartholomäus Cramer
- Sohn Johann Jeremias Schenck (* 7. Februar 1684 in Gießen; † 4. September 1741 ebenda)

## Werke
- Kil. Rudraufii institut. Metaph. Edidit. Gießen 1685
- Lob- und Trauer Rede bey Erdbestattung der Fr. Dr. Kolbin. Gießen 1691
- Abdankungs-Seremon bey dem Grabe des Jerem. Laur. Mogen, Ccanzlay-Direct. Zu Giessen am 3. Jan. 1693
- Der auserwählten Kinder Gottes wahre Kennzeichen in diesem- und Eigenschaften in jenem Leben, in einer christlichen Trauer- und Trost-Seremon (aus Ps. XVII, 15.) bey Beerdigung G. L. Handwerks, J.U.D. und Advocat zu Gissen. Hanau 1717